# لميقة

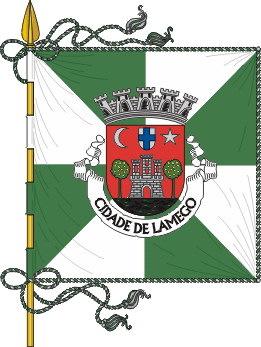
علم شوذر

لميقة أو لاميغو هي بلدية في شمال البرتغال يبلغ تعدادها 27,054 نسمة منهم حوالي 8,848 نسمة في المنطقة التاريخية، وحوالي 17,000 نسمة في المناطق الحضرية. تقع لميقة في المنطقة الشمالية في منطقة دورو الفرعية التي هي جزء من منطقة فيسيو القديمة.

## أعلام
- فاسكو مارتينز
- لويس مارتينز
- ألفارو ماغالهايز
- لويس ماتشادو
- شيكو سيلفا